# عقوبة بدنية مدرسية
العقوبة البدنية المدرسية تعتبر واحدة من أكثر القضايا جدلا في مجال التربية والتعليم حيث تشير إلى استخدام العقوبات الجسدية كوسيلة لتأديب الطلاب داخل المؤسسات التعليمية. تتضمن هذه العقوبات أساليب مثل الضرب أو الصفع وقد كانت ممارسة شائعة في العديد من المدارس حول العالم لعقود طويلة.

تختلف الآراء حول فعالية هذه العقوبات حيث يرى بعض المؤيدين أنها تستخدم كوسيلة لتعديل سلوك الطلاب بينما يعبر المعارضون عن مخاوفهم من آثارها النفسية والاجتماعية السلبية. في السنوات الأخيرة اتجهت العديد من الدول إلى حظر العقوبات البدنية في المدارس معتبرة إياها انتهاكا لحقوق الطفل. 

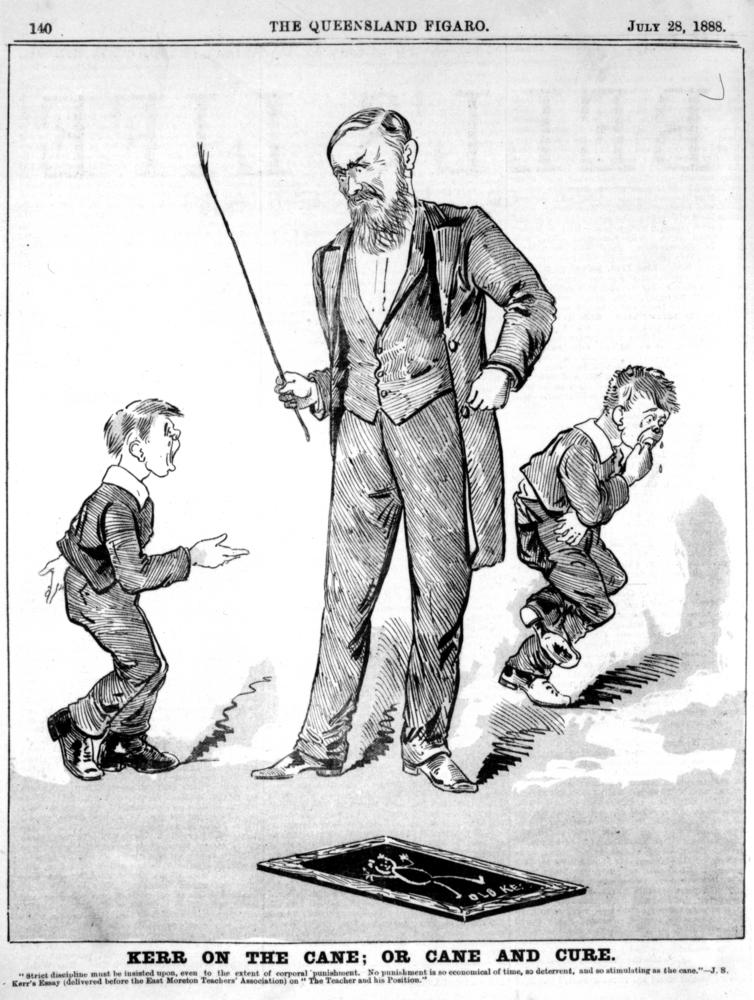

## المقدمة
ترتبط عملية تحسين جودة التعليم في المدارس - إلى حد كبير - بكفاءة المعلم وتأهيله الجيد وقدرته على التعامل مع سلوكيات الطلبة الخاطئة وتعديلها بالطرق المناسبة لتهيئة بيئة تعليمية فعالة، لا يشعر معها الطالب بالخوف أو الرهبة، فتقل معها حماسته وإقباله على التعلم، ولا يفقد فيها المعلم قدرته على ضبط الفصل ليتمكن من توجيه عملية التعليم والتعلم على الوجه الأمثل. وتعد إدارة الصف بمثابة القاعدة الرئيسية التي تنطلق منها عملية إصلاح العملية التعليمية فالمعلم مهما كان متمكناً من المادة العلمية، فإنه إذا لم يمتلك مهارات إدارة الصف ويهيئ لنفسه البيئة الصفية المناسبة لن يستطيع أن يؤدي المهام الملقاة على عاتقه على أكمل وجه.
ومن أبرز مشكلات إدارة الصف التي تواجه المعلم تلك المشكلات المرتبطة بالتلاميذ أنفسهم؛ حيث أنه لا يكاد أي فصل دراسي في أي مدرسة أو مرحلة دراسية يخلو من المشكلات السلوكية للطلبة، وهي تختلف باختلاف فئاتهم العمرية، وباختلاف مراحلهم التعليمية. ومن جملة المشكلات المرتبطة بالطلبة التي يواجهها كثير من المعلمين نسيان الأدوات المدرسية ورفض القيام بالواجبات والغياب المتكرر، والتأخر عن الحضور، وعدم الانتباه وتشتت انتباه الطلبة الآخرين، والتحدث بلغة بذيئة، وتخريب الممتلكات، والاعتداء على الآخرين، والقيام بأعمال مخالفة للأخلاق العامة، والسرقة، والكذب، ومخالفة أنظمة المدرسة، وغيرها.
واستناداً إلى الفرضية القائلة إن السلوك الإنساني متعلم ومن ثم يمكن تغيير السلوكيات غير المرغوب فيها وتعديلها إلى أخرى مرغوب فيها، يلجأ المعلم عادة إلى إستراتيجيات تعديل السلوك غير المرغوب فيه بهدف تقليل المشكلات السلوكية وضبط الفصل. وتتنوع الأساليب والإستراتيجيات التي يتبعها المعلمون في ضبط الفصل وتعديل سلوكيات التلاميذ الخاطئة والحد من انتشارها، ومن جملة هذه الأساليب الوعظ والنصح والإرشاد، والاتصال بالأسرة وتحويل الطالب إلى الاختصاصي الاجتماعي أو المدير، والتأنيب والتوبيخ، والحرمان من بعض الامتيازات والتهديد والتخويف بالعقاب، واستخدام العقاب البدني.
ويعد استخدام العقاب البدني إحدى الوسائل التقليدية لضبط سلوك الأفراد منذ عهد الحضارات القديمة إلا أن مسألة القبول باستخدام العقاب البدني في المدارس تعد إحدى أكثر القضايا التربوية جدلاً على مر السنين وحتى يومنا الحاضر. ويشير العقاب البدني في البيئة المدرسية إلى الفعل المتعمد الذي يقوم به المعلم تجاه الطلبة مسبباً لهم بعض الألم أو الإزعاج البدني بغرض تصحيح السلوكيات وضبط إدارة الفصل، ومن أشكال العقاب البدني الضرب والصفع والركل والهز والقرص والسحب من الشعر أو اتخاذ أوضاع غير مريحة.
ويشير كثير من الباحثين والمربين إلى أن العقاب البدني في المدارس عادة ما يستخدم تحت شعار ضبط الفصل الدراسي لمواجهة بعض السلوكيات غير المرغوب فيها من الطلبة كعدم القيام بالواجبات المنزلية، وإثارة الفوضى أو الضوضاء في الفصل، والمشاجرة مع الزملاء، والتأخر في الدخول إلى الفصل أو الغياب، وخرق اللوائح المدرسية، وتخريب الممتلكات، واستخدام المفردات المؤذية أو النابية.
وقد ورد في الأدب التربوي العديد من الآراء والنظريات النفسية والتربوية التي تناولت قضية العقاب من عدة جوانب، ومن أهم هذه الآراء والنظريات ما يأتي:

### نظرية الجزاء
تشدد هذه النظرية على ضرورة معاقبة كل سلوك منحرف أو سيئ، وأن العقوبة تمثل النتيجة المنطقية والثمن الحتمي والجزاء المستحق لكل الأعمال السيئة التي تصدر عن الأفراد بشرط أن يكون العقاب خالياً من نية الانتقام أو التشفي، وبعيداً عن الغلظة والشدة والأمور الشخصية. ولا تهتم هذه النظرية بالبحث عن الدوافع الكامنة وراء السلوكيات المنحرفة أو الظروف الإنسانية أو الاجتماعية المصاحبة لها، ولكنها تؤكد ضرورة أن ينال المذنب ما يستحقه من عقاب ولذلك يرى كثير من التربويين أن هذه النظرية لا تصلح للتطبيق مع طلاب المدارس لكونها لا تهدف إلى الإصلاح أو توضيح أسباب العقاب فالمعلم يجب أن يفكر في الطالب المخطئ قبل التفكير في ذنبه حتى يتمكن من تصحيح ما يقوم به الطالب من سلوكيات خاطئة.

### نظرية الردع
تقوم هذه النظرية على أحد أكثر الافتراضات قبولاً لدى العامة، وهو أن معاقبة المسيء تؤدي إلى منع السلوكيات السيئة أو انخفاض معدلها في المستقبل فمن خلال معاقبة المسيء أو صاحب التصرفات غير المسموح بها، تحقق المؤسسة أو المجتمع نوعين من أنواع الردع ردع عام يتمثل في مبدأ مهم وهو أن معاقبة المسيء نوع من العظة والعبرة للآخرين، من غير المذنبين تدفعهم إلى الابتعاد عن ارتكاب أفعال مشابهة تستوجب العقوبة وردع خاص يتمثل في أن معاقبة المسيء تدفع بصاحبها إلى عدم تكرار إساءته تجنباً للعقوبة.

### نظرية الإصلاح
وفق نظرية الإصلاح، فإن الهدف الأسمى للعقاب هو هدف خلقي يكمن في محاولة إصلاح سلوك المذنب وتخليصه من ميله إلى الانحراف انطلاقاً من أن المذنب لم يولد مذنباً بالفطرة ولكن انحرافه جاء نتيجة مؤثرات اجتماعية خارجية ولذلك فمسؤولية الإصلاح تقع على عاتق المجتمع ككل من خلال تبني الوسائل المناسبة لذلك. وتراعي هذه النظرية الفروق الفردية لدى المذنبين وكذلك ظروفهم النفسية والاجتماعية والدوافع الكامنة وراء ارتكابهم السلوكيات الخاطئة أو المنحرفة ومن ثم معاقبة كل منهم بما يناسبه من عقاب. وحتى يكون العقاب فعالاً في العملية التربوية على المعلم وفق هذه النظرية أن يكون حذراً عند اختيار واستخدام شكل العقاب المناسب لكل طالب: فهناك من الطلبة من يتأثر من جراء العقاب البدني فقط، ومنهم من يتأثر بالعقاب المعنوي دون غيره ومنهم من يبحث عن العقاب ويستمتع به كإحدى وسائل جذب انتباه المعلم.
ويلاحظ من العرض السابق لنظريات العقاب المختلفة أن كلاً منها يستند إلى فلسفة مغايرة عن الأخرى عند تناولها للمذنب والعقاب فنظرية الجزاء تضع العقاب المناسب للسلوك الخاطئ بغض النظر عن ظروف المذنب أو دوافعه، بينما تستند نظرية الردع إلى مبدأ إدراك المذنب وغير المذنب أن الخطأ يستوجب العقوبة ومن ثم فإن عقاب المذنب هو بمثابة تحذير ومنع له ولغيره من القيام بسلوكيات مشابهة في المستقبل، أما نظرية الإصلاح فتأخذ بعين الاعتبار ظروف المذنب ودوافع ارتكابه الذنب وشكل العقاب المناسب لإعادة تأهيله وإصلاحه.
وتنطوي حجج المدافعين عن مسألة استخدام العقاب البدني في المؤسسات التعليمية على أن العقاب البدني قليل الكلفة وسهل التطبيق، وشديد الفعالية في منع السلوك غير المرغوب فيه؛ لأنه لا أحد يفضل الألم الجسدي، كما أن العقاب البدني قابل للتعديل في شدته بحسب درجة ذلك السلوك، بالإضافة إلى أنه يعد وسيلة فعالة لمساعدة الطالب على التمييز بين السلوك المقبول والسلوك غير المقبول. ويشدد على ضرورة استخدام العقاب البدني في حالة خرق السلوكيات للقواعد الدينية والأخلاقية المتعارف عليها. وفي السياق ذاته فإن من أهم أسباب العقاب البدني إنتاج أفراد يتوافقون مع المعايير الاجتماعية السائدة والمقبولة في المجتمع والتغلب على صفة العناد التي عادة ما تكون مصاحبة للخطأ، وضمان حدوث عملية التعلم. ويؤكد المؤيدون للعقاب البدني في المدارس أن حظر استخدامه يشعر معظم المعلمين بالعجز والضعف عند التعامل مع سلوكيات الطلبة المخالفة للأنظمة والقواعد العامة في المدارس الأمر الذي من شأنه أن يدفع المعلم نحو تجاهل السلوكيات السيئة لدى الطلبة، ويؤدي إلى ازدياد حدة التعارض والاختلاف بين المعلم وأولياء أمور الطلبة.
إلا أن المدافعين عن استخدام العقاب البدني في المدارس لا يقرونه على إطلاقه. بل يرون أنه كي تتحقق الفائدة المرجوة منه لابد من الالتزام بمجموعة من الشروط والضوابط، من أهمها:
- أن تطبق العقوبات البدنية على المخالفات الجسيمة فقط.
- أن يتناسب العقاب مع درجة السلوك غير المرغوب به، وجنس الطالب المعاقب وعمره وبنيته الجسمانية.
- أن يقترن العقاب بتوضيح الخطأ الذي أدى إلى العقاب.
- أن لا يقترن العقاب بانطباعات تشعر الشخص المعاقب بأن من عاقبه يحمل مشاعر الغضب والانتقام بدلاً من الرغبة في تقديم المساعدة.
- تطبيق العقاب مباشرة بعد حدوث السلوك غير المرغوب فيه لزيادة فعالية العقاب.
- أن يقدم العقاب البدني بأشد درجاته منذ البداية حتى يكون أثره أقوى في منع السلوك غير المرغوب فيه.
- تجنب التعقيد في إجراءات العقاب التي تستغرق وقتاً طويلاً لعدم قدرتها على توفير تغذية راجعة بشكل مباشر.
- عدم تقديم المعززات الإيجابية بعد إيقاع العقوبة حتى لا يعود الشخص المعاقب إلى ممارسة السلوك الذي عوقب من أجله بهدف الحصول على المعزز.
- تتحقق أعلى درجات الفاعلية للعقاب عندما يرتبط بالتعزيز الإيجابي للأنماط السلوكية المرغوب فيها.

وعلى الرغم من أن العقاب البدني يعد أحد أشكال العقاب الكلاسيكية التي يتبعها الآباء والمربون منذ عهد الحضارات القديمة لإضفاء الانضباط في المنزل والمدرسة على حد سواء فإنه ابتداء من القرن الأول للميلاد. دعا كثير من المربين والتربويين والفلاسفة من أمثال كونتليان ولوك وفلوطرخس وروسو وغيرهم إلى الاعتدال في استخدام العقاب البدني أو الكف عنه نهائياً فعلى سبيل المثال عبر كونتليان عن رفضه لفكرة استخدام العقاب البدني بقوله:
وفي هذه الحالة، يكون العقاب البدني في المؤسسات التعليمية مسؤولاً مسؤولية مباشرة عن إنتاج أجيال تخضع للعصا لا الاقتناع، وتساق بالقهر لا بالرأي وتساس بالديكتاتورية لا الديموقراطية والشورى.
وترى العديد من المدارس النفسية والتربوية الحديثة، وفي مقدمتها المدرسة السلوكية، أنه يجب الابتعاد نهائياً عن استخدام العقاب البدني مع الأطفال والطلاب وذلك لعدة أسباب، منها:
- صعوبة التنبؤ بنتائج العقاب؛ فإذا كان العقاب يهدف إلى توقف السلوك غير المرغوب فيه، فإنه قد يفشل في تحديد ما يجب على المعاقب القيام به.
- من الممكن أن يؤدي العقاب إلى تثبيت السلوك المعاقب لأجله لا إلى حذفه.
- احتمالية ظهور السلوكيات أو الاستجابات التي عوقب المخطئ لأجلها من قبل ما لم تحل محلها استجابات جديدة يتم تثبيتها.

ويؤكد الرافضون لاستخدام العقاب البدني في المدارس أن العقاب البدني قد يترتب عليه العديد من الآثار والنتائج السلبية المحتملة، ومنها يأتي:
- إيقاعه على الأطفال والمراهقين قد يكون بمثابة إرسال رسالة مغلوطة لهم، مفادها أن استخدام العنف وسيلة مناسبة لحل بعض الخلافات.
- يؤدي إلى زيادة درجة العناد ومستوى القلق عند الطلاب.
- توتر العلاقة بين الطالب والمعلم؛ مما قد يؤدي إلى كراهية المعلم وربما المدرسة، وقد يترتب عليه الهروب من المدرسة أو الانقطاع عن الدراسة.
- ظهور سلوكيات غير مرغوب فيها لدى الطلاب الذين يتعرضون للعقاب البدني كالميل إلى الانطواء والعزلة أو التظاهر بالمرض كوسيلة دفاعية حتى يتجنب مواقف مستقبلية تؤدي إلى عقابه.
- إحساس الطالب المعاقب بالمهانة والمذلة، والشعور بالدونية مقارنة بزملائه كما تظهر لديه بعض من أعراض الاكتئاب، وانخفاض مستوى التحصيل الدراسي لديه وعدم الرغبة في المشاركة في الأنشطة التعليمية في الفصل.
- يرتبط العقاب البدني المفرط والمتكرر لدى الأطفال المعاقبين باضطراب السلوك واضطراب ما بعد الصدمة، واللجوء للعنف والاعتداء على ممتلكات المدرسة، والأقران، وتحدي السلطات.

ولم يكتف المعارضون لاستخدام العقوبات البدنية في المدارس بتوضيح آثار العقاب ونتائجه التربوية والأكاديمية والسلوكية والنفسية والصحية السيئة على الطالب المعاقب، بل اقترحوا العديد من الأساليب التربوية البديلة لتحقيق الضبط الصفي. ويرى البعض ضرورة أن يعتمد المعلم على أسلوب الثواب والمكافأة بدلاً من العقاب وتكوين علاقة إيجابية بين الطالب والمعلم من خلال توفير بيئة آمنة ومحفزة للتعلم، يتحقق من خلالها الضبط الصفي على نحو فعال. كما يمكن تعديل السلوكيات غير المرغوب فيها لدى المتعلم بأن يبادر المعلم إلى نصحه وتعريفه بخطئه وإرشاده إلى السلوك القويم بأسلوب هادئ أو حرمانه من بعض الامتيازات كالتعزيز والتشجيع وقيادة الفصل. وتشدد دراسة على ضرورة توجيه المعلمين وتدريبهم في أثناء الخدمة وقبلها على إستراتيجيات تحفيز الطلبة، والطرق الأكثر نجاعة في تحقيق الانضباط الصفي بعيداً عن استخدام العقاب البدني.
وعلى الرغم من تعدد الأسباب والعوامل المؤثرة في ممارسة العقاب البدني مع الأطفال والمراهقين من قبل المعلمين وأولياء الأمور كعدم القدرة على ضبط السلوكيات الخاطئة، والضغوط الاقتصادية والشعور بالإحباط أو الغضب والتعرض للعقاب البدني في أثناء الطفولة فإن الاتجاهات الإيجابية لدى الفرد نحو استخدام العقاب البدني تعد من أهم العوامل المرتبطة بممارسته فعلياً ولذلك من الممكن أن تكون الاتجاهات الإيجابية للمعلمين نحو استخدام العقاب البدني أحد أسباب شيوعه في المدارس، خصوصاً إذا ما علمنا أن العديد من الدراسات في بيئتنا العربية أشارت إلى وجود اتجاه إيجابي لدى المعلمين والطلبة المعلمين نحو استخدام العقاب البدني.